# سونی اکسپریا زد۳
اکسپریا زد3 با کد پروژه لئو شناخته می شد، طی کنفرانسی و در نمایشگاه ایفا 2014 مورخ 4 سپتامبر 2014 معرفی شد.
این دستگاه دارای صفحه نمایشی ۵٫۲ اینچی با رزولوشن ۱۰۸۰p می‌باشد. سفید، مشکی، مسی و سبز، چهار رنگی هستند که زد۳ آن‌ها را به خود گرفته است.
این دستگاه مجهز به یک پردازنده چهار هسته‌ای اسنپ دراگون ۸۰۱ با سرعت ۲٫۵ گیگاهرتز و یک چیپ گرافیکی آدرینو ۳۳۰ می‌باشد. همچنین این دستگاه ۳ گیگابایت رم را هم داراست. این دیوایس در دو نسخه ۱۶ و ۳۲ گیگابایتی عرضه می‌شود. یک باتری ۳۱۰۰ میلی‌آمپر ساعتی هم در زد۳ تعبیه شده است.
دوربین این دستگاه ۲۰٫۷ مگاپیکسل است و لنزی ۲۵ میلی‌متری دارد. همچنین قابلیت عکاسی با حداکثر ISO 12800 را نیز دارا است. از ویژگی‌های زد۳، دوربین آن است که قابلیتی دارد که باعث می‌شود در لحظه عکس بگیرید و از هیچ سوژه‌ای غافل نشوید. در واقع بیشتر شرکت‌های بزرگ در زمینهٔ عکاسی، بیشتر تمرکزشان را روی دوربین دستگاه قرار می‌دهند که نوکیا و سونی در صدر آن‌ها هستند.
این دستگاه مقاومت بالایی در برابر آب دارد به طوری که تا عمق ۲ متر می‌توان آن را زیر آب برد. زد۳ گواهینامه IP68 دارد. همچنین وجود قابلیت DSEE HX در این دستگاه باعث می‌شود که شاهد افزایش کیفیت پخش موسیقی و از بین رفتن نویز مکالمه باشید.